# 4月18日
4月18日是公历一年中的第108天（闰年第109天），离全年的结束还有257天。

## 大事记

### 20世紀以前
- 1025年：波兰大公波列斯瓦夫一世在格涅兹诺加冕成为第一位波兰国王，建立波兰王国。
- 1357年：元朝末年红巾军刘福通部将领毛贵攻下滨州。
- 1506年：在旧圣伯多禄大殿的基础上，教宗儒略二世下令在梵蒂冈兴建圣伯多禄大殿。
- 1689年：在光榮革命期間，波士頓殖民地居民發起反抗新英格蘭自治領的起義行動。

### 20世紀
- 1906年：中国革命党和君主立宪派展开论战。
- 1906年：美国西部加利福尼亚州旧金山地区发生MW 7.9大地震，造成3,000多人死亡。
- 1915年：第一次世界大戰：法國航空先驅羅蘭·加洛斯被地面火力擊中，他的飛機降落在敵軍陣線後，並被德軍俘虏。
- 1927年：蔣中正在南京建立国民政府並實施中國國民黨一黨訓政。
- 1938年：美國作家傑里·西格爾和藝術家喬·舒斯特創作的超人在《動作漫畫》中首次登場，成為第一部真正意義上的超級英雄漫畫。
- 1942年：第二次世界大戰：美国杜立特轰炸机编队首次空袭东京，史称杜立特空袭。
- 1943年：第二次世界大戰：美國陸軍航空軍於索羅門群島的布干維爾島上空擊落日本聯合艦隊總司令山本五十六座機，山本身亡。
- 1946年：國際聯盟在瑞士日內瓦召開最後一次會議後自行解散，其權力移交給新成立的聯合國。
- 1947年：英国皇家海军使用多达6,800公吨的剩余弹药与炸药试图炸毁德国黑尔戈兰岛，成为历史上规模最大的常规炸药爆破纪录。
- 1949年：《1948年愛爾蘭共和國法令》生效，將愛爾蘭描述為一個共和國，並終止其大英國協成員身份。
- 1951年：法国、西德、意大利和比荷卢联盟签订《巴黎条约》，建立欧洲煤钢共同体。
- 1955年：印度尼西亚万隆召开万隆会议，共有29个亚洲和非洲第三世界国家和地区代表团参加。
- 1959年：刘少奇当选为第二任中华人民共和国主席。
- 1961年：《维也纳外交关系公约》被签署。
- 1978年：柬埔寨革命军袭击越南安江省巴祝社并进行大规模屠杀，造成3,157人死亡。
- 1980年：非洲国家罗得西亚宣布独立，改用非洲名称津巴布韦。
- 1982年：第一齣引進台灣的港劇楚留香在中視首播
- 1983年：1983年美國駐黎巴嫩大使館爆炸案：美国驻黎巴嫩大使馆遭汽車炸彈攻擊，63人罹難。
- 1986年：美国泰坦火箭发射失败。
- 1990年：中国开始全力开发上海浦东。
- 1991年：香港科學館啟用。
- 1996年：葡萄牙语国家共同体成立。
- 1997年：何香凝美术馆在深圳开馆。

### 21世紀
- 2002年：一架小型飛機撞向意大利米蘭倍耐力大樓，造成飛機駕駛及兩名在大樓內的人員死亡[1]。
- 2007年：中國鐵路第六次大提速实施，大规模在提速幹線開行和谐号動車組列車。
- 2007年：辽宁省铁岭市清河特殊钢有限公司发生钢水包倾覆特别重大事故，造成32人死亡、6人重伤，直接经济损失866.2万元[2]。
- 2014年：尼泊爾時間早上約06:30。珠穆瑪朗峰發生雪崩，16人死亡。
- 2019年，中華民國台灣花蓮發生芮氏地震規模6.1地震。
- 2022年，俄羅斯在頓巴斯地區集結大規模部隊發動進攻，頓巴斯戰役正式打響，該戰役被認為是2022年俄烏戰爭第二階段的開端。

## 出生
- 1163年：金宣宗完颜珣，金朝第八位皇帝（1224年逝世）
- 1772年：大衛·李嘉圖，英國經濟學家（1823年逝世）
- 1838年：保羅·埃米爾·勒科克·德布瓦博德蘭，法國化學家（1912年逝世）
- 1892年：博萊斯瓦夫·貝魯特，波蘭共和國總統，波蘭統一工人黨第一書記（1956年逝世）
- 1905年：喬治·H·希欽斯，美國醫生、藥理學家，1988年諾貝爾生理學或醫學獎得主（1998年逝世）
- 1908年：房兆楹，中國歷史學家（1985年逝世）
- 1917年：費德莉卡，希臘王后（1981年逝世）
- 1918年：居素甫·瑪瑪依，中國新疆瑪納斯奇（2014年逝世）
- 1921年：漢斯-海因里希·沃伊特，德國天文學家（2017年逝世）
- 1921年：許淵沖，中國翻譯家（2021年逝世）
- 1922年：張人龍，香港新界鄉紳、政治人物、商人（2021年逝世）
- 1923年：西多·費倫茨，匈牙利桌球運動員（1998年逝世）
- 1926年：李翰祥，香港電影導演（1996年逝世）
- 1927年：塔德烏什·馬佐維耶茨基，波蘭政治家（2013年逝世）
- 1928年：奧托·皮納，德國藝術家（2014年逝世）
- 1928年：佐藤幹夫，日本數學家（2023年逝世）
- 1931年：克拉斯·萊斯坦德，瑞典男子冬季兩項運動員（2023年逝世）
- 1941年：麥克·希金斯，愛爾蘭詩人、政治人物，現任愛爾蘭總統
- 1942年：約亨·林特，奧地利一級方程式賽車手（1970年逝世）
- 1944年：羅伯特·漢森，美國聯邦調查局探員，蘇聯及俄羅斯間諜（2023年逝世）
- 1946年：海莉·米爾斯，英國女演員
- 1947年：，美國男演員
- 1956年：埃里克·罗伯茨，美國男演員
- 1949年：班特·霍姆斯壯，芬蘭經濟學家，2016年諾貝爾經濟學獎得主
- 1959年：馬斐森，英國醫學學者、腎臟科專家
- 1961年：魏綺清，香港女演員
- 1961年：伊麗莎白·博爾內，法國政治人物，第174任法國總理
- 1963年：艾瑞克·麥柯馬克，加拿大男演員
- 1963年：柯南·奧布萊恩，美國脫口秀主持人
- 1965年：孟庭麗，台灣女演員
- 1966年：颜炳寿，马来西亚政治人物
- 1967年：瑪麗亞·貝羅，美國女演員
- 1968年：大衛·惠利特，加拿大男演員
- 1969年：黑田清子，日本天皇明仁之皇女
- 1970年：宋英奎，韓國男演員（2025年逝世）
- 1970年：薩阿德·哈里里，沙地阿拉伯及黎巴嫩的商人及政治家
- 1971年：莎曼珊·卡麥隆，英國首相大衛·卡麥隆的妻子
- 1971年：大衛·田納特，蘇格蘭男演員
- 1972年：徐峥，中國演員、導演
- 1972年：艾利·羅斯，美國導演、編劇、製片人、演員
- 1974年：張兆志，台灣男演員
- 1974年：艾德格·萊特，英國導演、編劇、製片人、演員
- 1975年：小潘潘，台灣藝人
- 1976年：凱文·蘭金，美國男演員
- 1976年：梅莉莎·喬·杭特，美國女演員
- 1976年：吳恩達，美國計算機科學家、企業家
- 1978年：拉腊·杜塔，印度演員
- 1981年：唐鳳，臺灣自由軟體程式設計師、前任行政院數位政務委員、現任數位發展部部長
- 1981年：鄭成雲，韓國演員
- 1982年：張沁妍，台灣演員
- 1983年：夏穎，中國女藝人
- 1983年：瑞夫·卡尼，美國男演員
- 1984年：陳哲藝，新加坡電影導演、編劇
- 1984年：艾美莉卡·弗利拉，美國女演員、製片人
- 1985年：張楊果而，中國主持人
- 1985年：嶋村侑，日本女性聲優
- 1986年：東方昇，香港男演員
- 1986年：李芯駖，香港女藝人
- 1987年：露絲·漢丁頓-維莉，英國超級名模
- 1988年：Jessica C.，香港女性模特兒
- 1988年：朱婧汐，中國女歌手、音樂制作人
- 1988年：林建予，台灣男藝人
- 1988年：荒浪和沙，日本女性聲優
- 1988年：凡妮莎·寇比，英國女演員
- 1989年：李豪，香港演員
- 1989年：晏柔中，台灣女演員
- 1989年：潔西卡，韓國女子偶像團體少女時代前成員、韓國歌手
- 1990年：吳業坤，香港歌手
- 1990年：安娜·范德布雷亨，荷蘭女子職業自由車車手
- 1990年：臧芮軒，台灣女演員
- 1990年：布麗特妮·羅伯森，美國女演員
- 1990年：沃伊切赫·施捷斯尼，波蘭職業足球運動員
- 1992年：吳莫愁，中國女歌手
- 1992年：汪可盈，美國女演員
- 1996年：丹佐·鄧弗里斯，荷蘭職業足球運動員
- 1997年：孫千，中國女演員
- 1998年：洪於崴，台灣女演員
- 2001年：及川雅貴，日本職業棒球運動員
- 2005年：鄧恩熙，中國女演員
- 2007年：並木彩華，日本女演員
- 2007年：柳사랑，韓國女團izna成員
- 2009年：ELISIA，韓國女團UNIS成員

## 逝世
- 1802年：伊拉斯謨斯·達爾文，英國醫學家、植物學家，查爾斯·達爾文的祖父。（1731年出生）
- 1873年：尤斯圖斯·馮·李比希，德國化學家。（1803年出生）
- 1905年：以諾·桑唐加，南非作曲家。（1873年出生）
- 1943年：山本五十六，日本海軍大將。（1884年出生）
- 1945年：约翰·弗莱明，英国物理学家、工程师，发明了真空管（二极管）。（1849年出生）
- 1945年：威廉，阿尔巴尼亚王子。（1876年出生）
- 1951年：安東尼奧·奧斯卡·德·弗拉戈索·卡爾莫納，葡萄牙政治人物、獨裁者，前任葡萄牙總統。（1869年出生）
- 1955年：爱因斯坦，美籍德裔犹太裔物理学家。（1879年出生）
- 1973年：張雪門，臺灣教育學家。（1881年出生）
- 1986年：海因里希·萊曼-維倫布羅克，納粹德國海軍潛艦王牌艇長。（1911年出生）
- 1999年：葉飛，中國人民解放軍開國上將之一。（1914年出生）
- 2002年：托爾·海爾达爾，挪威人類學家、海洋生物學家、探險家。（1914年出生）
- 2003年：許長國，香港著名保齡球手。（1962年出生）
- 2003年：埃德加·科德，英国计算机科学家。（1923年出生）
- 2004年：卡米塞塞·马拉，斐濟政治人物，首任斐濟總理及第2任斐濟總統。（1920年出生）
- 2011年：松野秋鸣，日本輕小說作家。（1979年出生）
- 2016年：顏世錫，中華民國前警政署署長。（1930年出生）
- 2022年：哈里森·伯特威斯尔，英国作曲家。（1934年出生）
- 2023年：艾伯特·德爾·羅薩里奧，菲律賓外交官，前任菲律賓外交部長。（1939年出生）

## 节假日和习俗
- 世界業餘無線電日
- 國際古蹟遺址日
- 辛巴威：獨立日
- 伊朗：軍人節